# Tentyria ligurica
Tentyria ligurica es una especie de escarabajo del género Tentyria, tribu Tentyriini, familia Tenebrionidae. Fue descrita científicamente por Solier en 1835.
Se mantiene activa durante los meses de abril, julio y septiembre.

## Descripción
Mide 19,2 milímetros de longitud. Es de color negro brillante, tórax globoso y élitros ovados.

## Distribución
Se distribuye por Italia y Francia.